# Bradley McDougald
Bradley McDougald (geboren am 15. November 1990 in Dublin, Ohio) ist ein ehemaliger US-amerikanischer American-Football-Spieler auf der Position des Safeties. Er spielte College Football für die University of Kansas und stand zuletzt bei den Jacksonville Jaguars in der National Football League (NFL) unter Vertrag. Zuvor spielte er bei den Kansas City Chiefs, den Tampa Bay Buccaneers, den Seattle Seahawks, den New York Jets und den Tennessee Titans.

## College
Von 2009 bis 2012 spielte McDougald Football am College für die Kansas Jayhawks. Nachdem er in seinem Freshman-Jahr als Wide Receiver eingesetzt worden war, spielte er drei Jahre als Defensive Back.

## NFL
Die Kansas City Chiefs nahmen McDougald als Undrafted Free Agent unter Vertrag, bei den Chiefs stand er auch kurzzeitig im 53-Mann-Kader. Noch während der Saison 2013 wechselte er zu den Tampa Bay Buccaneers, wo er sich bis 2016 zu einem Stammspieler entwickelte. Am 22. März 2017 unterschrieb McDougald einen Einjahresvertrag über 2 Millionen Dollar bei den Seattle Seahawks. Im Jahr darauf einigte er sich auf eine dreijährige Vertragsverlängerung in Seattle mit einem Wert von knapp 14 Millionen Dollar.
Im Rahmen eines Trades wechselte McDougald kurz vor Beginn der Saison 2020 zu den New York Jets. Die Jets erhielten McDougald zusammen mit den Erstrundenpicks der Seahawks 2021 und 2022 und einem Drittrundenpick 2021 im Austausch gegen Jamal Adams und einen Viertrundenpick 2022.
Im August 2021 nahmen die Tennessee Titans McDougald unter Vertrag. Am 7. September wurde er aus dem 53-Mann-Kader entlassen und in den Practice Squad aufgenommen. McDougald wurde in den ersten beiden Spielen der Saison in den aktiven Kader berufen und kam am zweiten Spieltag wegen einer Verletzung von Amani Hooker als Starter zum Einsatz. Am 21. September 2021 wurde er von den Titans entlassen. Am 31. Dezember 2021 nahmen die Jacksonville Jaguars McDougald für ihren Practice Squad unter Vertrag.